# Saint-André-d'Allas

Saint-André-d'Allas este o comună în departamentul Dordogne din sud-vestul Franței. În 2009 avea o populație de 772 de locuitori.

## Evoluția populației
| An        | 1975 | 1982 | 1990 | 1999 | 2006 | 2009 |
| --------- | ---- | ---- | ---- | ---- | ---- | ---- |
| Populație | 351  | 444  | 529  | 592  | 683  | 772  |